# Dreadnought
Dreadnought — многопользовательская компьютерная игра в жанре космического симулятора, разработанная студиями Yager Development и Six Foot и выпущенная компанией Grey Box для PlayStation 4 в 2017 году, а затем для Microsoft Windows в 2018 году. Игра, распространяемая по модели free-to-play, демонстрирует сражения между огромными, тяжело бронированными кораблями, подобными морским линейным кораблям. Основной режим игры представляет собой сражения между двумя командами по 8 игроков, происходящие в космическом пространстве — на трёхмерных аренах ограниченных размеров. На многих аренах есть препятствия или укрытия — так, сражение может проходить близ поверхности спутника планеты или в астероидном поле. Игра предусматривает и другие режимы — так, в режиме Havoc команда из трех игроков должна обороняться от волн управляемых компьютером врагов. Успех команды зависит от согласованной работы игроков — так, некоторые члены команды могут с помощью ремонтных «тактических крейсеров» восстанавливать поврежденные корабли товарищей прямо во время боя, тогда как артиллерийские крейсеры в состоянии обстреливать врага на большом расстоянии.
Игра была анонсирована на выставке Electronic Entertainment Expo в 2014 году. Студия Yager Development уже имела опыт разработки космических симуляторов, выпустив в 2003 году игру Yager, но эта игра была посвящена маневренным боям малых космических аппаратов, в то время как Dreadnought должна была показать сражения огромных, медлительных, но обладающих огромной боевой мощью кораблей. Выпуск версии для Windows, разработанной студией Six Foot, оказался коммерчески неуспешным — из-за перерасхода бюджета студии пришлось сократить треть сотрудников.
| Сводный рейтинг    | Сводный рейтинг |
| Агрегатор          | Оценка          |
| ------------------ | --------------- |
| Metacritic         | 72/100          |
| Иноязычные издания |                 |
| Издание            | Оценка          |
| Destructoid        | 7,5/10          |
| GameStar           | 72/100          |
| IGN                | 7,4/10          |
| PC Gamer (US)      | 68/100          |

Dreadnought получила смешанные оценки критиков. Обозреватель PC Gamer Роберт Зак сравнил игру с шахматами — хотя игровой процесс и происходит в реальном времени, тяжелые корабли двигаются так медленно, что игрокам нужно продумывать ходы наперёд. По мнению обозревателя, игра при всей зрелищности страдает от однообразия и слишком медленного прогресса для игроков — чтобы получить доступ к более мощным кораблям и более сложным «легендарным» сражениям, игрок должен медленно набирать очки опыта или вкладывать в игру реальные деньги. Лейф Джонсон в рецензии для IGN сравнивал игру с World of Tanks, отмечая, что возможность свободно передвигаться в трех измерениях добавляет игре тактической глубины; тем не менее, и с его точки зрения игру портил слишком медленный прогресс и малое количество игроков в онлайне.